# 1906年中国
| 中国历史 / 中国历史年表                                                                                                   |
| 世紀： 19世纪中国 / 20世纪中国 / 21世纪中国                                                                               |
| 年代： 1870年代中国 / 1880年代中国 / 1890年代中国 / 1900年代中国 / 1910年代中国 / 1920年代中国 / 1930年代中国             |
| 年份： 1902年中国 / 1903年中国 / 1904年中国 / 1905年中国 / 1906年中国 / 1907年中国 / 1908年中国 / 1909年中国 / 1910年中国 |
| 纪年： 丙午年（马年） |

## 大事記
- 春，安徽革命黨人在蕪湖安徽公學成立岳王廟，以陳仲甫為會長[1]:55。
- 秋冬間，孫中山與黃興、章太炎等制訂中國同盟會《革命方略》，包括《軍政府宣言》、《軍政府與各處國民軍之關係》、《軍隊之編制》、《戰士賞恤》、《軍律》、《略地規則》、《因糧規則》、《安民布告》、《對外宣言》、《招降滿洲將士布告》、《掃除滿洲租稅厘捐布告》等11項文件[1]:55。

### 1月
- 1月1日——孫中山以總理名義簽名之中華革命政府公債券開始在南洋發行；清廷飭商部編纂全國鐵路礦產表[1]:15。
- 1月2日——中英藏約會議，以英人增索礦權暫行停議[1]:15。
- 1月5日——清廷授端方為閩浙總督，龐鴻書為湖南巡撫[1]:15。
- 1月6日——清廷調呂海寰為兵部尚書，以陸潤庠為工部尚書[1]:15。
- 1月7日——留日學生各會在東京留學生會館會商結束取締風潮事宜，獲得協議；清廷授那桐為大學士，學部尚書榮慶為協辦大學士；商部電告四川總督錫良，開成都為商埠；署兩廣總督岑春煊商准法領事立即撤退廣西柳州駐兵[1]:16。
- 1月9日——清廷補授徐世昌、鐵良為軍機大臣[1]:16。
- 1月10日——清廷徇外人之請開放山東濟南、周村、濰縣為商埠；清廷改世續為東閣大學士，授那桐為體仁閣大學士[1]:16。
- 1月15日——各校留日學生復課，取締風潮結束[1]:16。
- 1月17日——出使日本大臣楊樞奏陳：留日學生罷課反對日本文部省所訂整頓學校章規，現已平靜，已將為首滋事之胡瑛、宋教仁等19名革退[1]:17。
- 1月20日——中國同盟會員秋瑾由日本乘「長江號」輪抵上海[1]:17。
- 1月25日——《新民叢報》第四年第一號始載梁啟超《開明專制論》一文[1]:17。
- 1月29日——出使英、法、德、美各國大臣聲明，五年內中國必能改行立憲制度[1]:17。
- 1月31日——中國同盟會員胡毅生離開廣東赴桂林訪黃興，為法國情報軍官調查革命實力[1]:18。

### 2月
- 2月13日——孫中山離開西貢，2月16日抵新加坡；廣西容縣、藤縣一帶民眾反抗清兵，同防營交戰[1]:19。
- 2月18日——清廷命陳夔龍為江蘇巡撫，張人駿為河南巡撫，恩壽為山西巡撫；命戴鴻慈升補禮部尚書，清銳為兵部尚書，松壽為工部尚書[1]:19。
- 2月19日——清廷命軍機大臣、外務部會辦大臣兼尚書瞿鴻禨為協辦大學士[1]:19。
- 2月20日——英公使薩道義照會外交部，請開南寧為商埠，以防法國獨占利益[1]:19。
- 2月21日——慈禧太后面諭學部實興女學[1]:19。
- 2月22日——中國同盟會執行部外務程家檉應京師大學堂農科教習聘返國[1]:19-20。

### 3月
- 3月3日——清廷以誠勳為江寧將軍，恩銘為安徽巡撫[1]:21。
- 3月4日——孫中山自法國馬賽啟程東返，孫曾於巴黎謁見法屬安南總督杜美，商協助中國革命事，海行途中，偶遇旅法古董商人張靜江，彼此暢談後，張甚願為革命工作略盡力量，以在歐洲經商營利貢獻，嗣後張「傾其巴黎之店所得六七萬元，盡以助餉」[1]:21。
- 3月5日——清廷諭禁士民昌言排外，並請各省將軍、督撫嚴飭文武各官切實保護外人財產及各教堂[1]:21。
- 3月15日——新加坡「中華總商會」正式成立，首創會員600人[1]:22。
- 3月23日——清廷命張之洞同外務部妥為商辦民教相安之法[1]:22。

### 4月
- 4月1日——盧漢鐵路建成，全線正式通車，改名京漢鐵路，自北京前門西站至漢口玉帶門車站，全長1,214.5公里[1]:23。
- 4月4日——學部電囑出使各國考察政治大臣，兼行考察各國女校[1]:23。
- 4月5日——《民報》第三號出版，刊載胡漢民所撰《〈民報〉之六大主張》，闡發中國同盟會理論及對內對外政策[1]:23。
- 4月6日——孫中山自歐洲至新加坡，於晚晴園設中國同盟會新加坡分會，選舉陳楚楠為會長，張永福為副會長，此係南洋第一個中國同盟會分會；清廷通飭各省，改課吏館為法政學堂[1]:23。
- 4月9日——政務處奏准綠營一律改為巡警[1]:24。
- 4月10日——周馥奏請自開江蘇通州為商埠[1]:24。
- 4月15日——工部奏准設立工藝館[1]:24。
- 4月16日——孫中山由新加坡泊香港[1]:24。
- 4月17日——孫中山自香港赴日本，臨行囑馮自由函知新加坡同志，告以孫文抵日活動之後，再到新加坡、河內布置吾黨所經營各事[1]:24。
- 4月19日——外務部電囑出使各國考察政治大臣，順便考察各國教例[1]:24-25。
- 4月22日——駐滬法國領事約見孫中山，「提醒他注意小心從事，並說明法國在處理他的問題上是十分謹慎的」；中英議定合辦廣九鐵路[1]:25。
- 4月24日——孫中山抵橫濱[1]:25。
- 4月25日——清廷裁撤各省學政，改設提學使司提學使一員，統轄全省學務，歸督撫節制[1]:25。
- 4月27日——中英《續訂藏印條約》在北京簽訂，英允「不占並藏境及不干涉西藏一切政治」，中國亦「應允不准他外國干涉藏境及其一切內治」[1]:25-26。
- 4月28日——《民報》發行第三號號外，揭載《民報與新民叢報辯駁之綱領》12條，聲明自第四期以下分類與《新民叢報》辯論，籲請「國民平心公決之」；孫中山至東京，在民報社與宋教仁等討論事務[1]:26。
- 4月29日——上海中國公學同人召開姚宏業、陳天華二烈士追悼會，該校內務總幹事、中國同盟會會員張邦杰主持[1]:26。

### 5月
- 陳家鼎攜回黃興手書，委周震鱗為中國同盟會湖南分會會長[1]:28。
- 禹之謨、陳家鼎等設中國同盟會湖南分會，禹、陳相繼任會長[1]:28。
- 5月5日——外務部與駐京英公使薩道義交換西藏條約[1]:26。
- 5月6日——中國同盟會東京總會改訂《中國同盟會總章》，凡24條；寧調元等在長沙由易本羲介紹加入中國同盟會[1]:26。
- 5月8日——《復報》創刊，由中國同盟會會員高旭、柳亞子等在上海編輯，寄日本東京出版，主要作者尚有陳去病、趙正平、馬君武、高吹萬、高增等；陸軍行營軍官學堂在保定成立，段祺瑞任督辦[1]:27。
- 5月9日——清廷命鐵良充督辦稅務大臣，唐紹儀充會辦稅務大臣，海關華洋人員統歸節制[1]:27。
- 5月上旬——中國在法留學生向出使各國考察政治大臣載澤提出召開國會及各級地方議會要求[1]:27。
- 5月23日——清廷准學部奏，將各省貢院改為學堂[1]:28。
- 5月26日——練兵處咨行新疆、陝西、甘肅、雲南、貴州各省，按照定章編練新軍[1]:28。
- 5月27日——中日兩國代表在東京開議東三省電報交接事宜[1]:28。
- 5月30日——刑部奏請免除虛擬死罪條例，戲殺改為徒罪，誤殺、擅殺一律改為流罪[1]:28。
- 5月31日——雲南騰越干崖傣族土司刀安仁，在東京由呂志伊介紹，孫中山主盟，加入中國同盟會[1]:28。

### 6月
- 6月1日——奉天日兵撤退至鐵嶺、撫順地界；同日，日本公布奉天開埠[1]:28。
- 6月7日——日本發布敕令設立南滿鐵道株式會社[1]:29。
- 6月12日——政務處議准飭禁官民買賣婦女；學部奏准派各省提學使赴日本考察學校制度及教育行政事宜[1]:29。
- 6月13日——外務部奏准擬調用人員辦法，並設立儲才館，又奏請按年選派留學生，由儲才館負責辦理；天津北洋女子師範學堂開學；日本政府公在《南滿鐵道株式會社條例》，資本2億日元，日清兩國政府各半，總局設於東京，支局設於大連，男爵後藤新平為總裁[1]:29-30。
- 6月29日——章太炎自上海刑滿出獄，蔡元培及孫中山所派代表龔煉百等人至上海迎章至東京，章抵日後「與胡漢民、汪精衛諸人每日恆至孫（中山）宅敍談」[1]:31。

### 7月
- 7月1日——法國情報軍官歐極樂由中國同盟會會員喬義生陪同，於6月29日抵武昌考察革命勢力，是日日知會開大會歡迎歐極樂，紛紛發表熱烈演說[1]:31。
- 7月2日——湖南常德府開埠[1]:31。
- 7月7日——章太炎在東京由孫毓筠介紹加入中國同盟會，孫中山主盟；學部咨請各省添設政法學堂，7月12日又咨請各省舉辦實業學堂[1]:32。
- 7月14日——日本新任公使林權助抵任，8月21日呈遞國書[1]:32。
- 7月15日——留日學生在東京錦輝館開會歡迎章太炎，到2,000人，章氏在會上發表長篇演說，提出：愛惜漢種的歷史，增進愛國的熱腸[1]:32。
- 7月17日——孫中山自日本赴南洋，是日抵芙蓉埠，召集同志談革命形勢：近一二年，革命「大有一日千里之勢」；清廷始為保子孫帝業，下詔維新，繼則宣在立憲，「為籠絡人心之手段，實假立憲之美名，以實行中央集權」；又謂，惟有革命可以不招瓜分[1]:32-33。
- 7月20日——學部准美國在北京設立協和醫學堂立案[1]:33。
- 7月中旬——孫中山赴南洋，船過上海，約熊克武、秋瑾等相見，請秋代籌1,000元款；孫中山船過香港，約見中國同盟會會員，調解《有所謂報》與《中國日報》關於參加拒約運動、爭路運動與否之爭論；孫中山抵新加坡，寓晚晴園，凡往來南洋各埠，均以星洲為基地，旋改組中國同盟會分會機構，以張永福為會長，陳楚楠為副會長[1]:33。
- 7月31日——日本裁撤奉天軍政署，開原、撫順、鐵嶺、瓦房店之軍政署亦同時裁撤[1]:34。

### 8月
- 秋瑾由南潯抵上海，與陳伯平、姚勇忱等，設蠡城學社，聯絡浙江會黨首領敖嘉熊、呂熊祥等，籌劃起義[1]:38。
- 8月1日——出使各國考察政治大臣戴鴻慈、端方在上海分電各總督，商定立憲期限；日本政府公布「關東都督府官制」，改「關東總督府」為「關東都督府」，9月1日任命大島義昌大將為關東都督[1]:34。
- 8月2日——中國同盟會本部幹部宋教仁、康寶忠、董修武、孫毓筠、匡一等8人會商接待四川會黨首領佘英（竟成）事[1]:34。
- 8月3日——清廷命吳重憙為江西巡撫[1]:34。
- 8月4日——董修武、宋教仁、胡漢民與章太炎會商《民報》事務，決定以章太炎為總編輯；學部議定《女學教育章程》；南書房行走、編修吳士鑒奏請試行地方分治[1]:34-35。
- 8月7日——中國同盟會吉隆坡分會成立，孫中山主持創始會員宣讀誓詞，陸秋泰為會長，王清（清江）副之[1]:35。
- 8月10日——中國同盟會會員禹之謨在長沙被捕，旋移解湘西靖州監禁；日公使林權助與練兵處開議征剿滿洲馬賊及關於滿洲諸種問題[1]:35。
- 8月11日——出使日本大臣楊樞向日本外務省抗議在東三省設置「關東都督府」[1]:35。
- 8月12日——四川會黨首領佘英（竟成）在東京民報社訪晤宋教仁，討論聯合實行革命事[1]:35。
- 8月19日——佘英在東京加入中國同盟會[1]:36。
- 8月22日——孫中山自南洋返抵日本，四川會黨首領佘英謁見，孫命佘歸，向川中會黨喻以反清大義，且謂謝奉琦、熊克武曰：吾國革命用兵，當在長江流域，四川其上游也，宜急圖之；旋佘與謝、熊同歸四川，積極策劃起義[1]:36。
- 8月29日——清廷帝后再召見諸大臣，諸大臣請求朝廷頒行憲政，實行立憲就此決定[1]:37-38。
- 8月30日——清廷諸大臣在外務部公所會商預備立憲諭旨稿，交慶親王奕劻定稿；外務部復照英公使薩道義片馬國界事[1]:38。
- 8月下旬——光復會會員徐錫麟至奉天彰武，訪晤東北馬賊首領馮麟角，談及反清革命大業，相約「南北呼應」[1]:38。

### 9月
- 秋瑾與陳伯平等在上海虹口祥慶里寓所試制炸藥不慎爆炸，陳伯平眼睛炸傷，秋瑾手臂受傷[1]:41。
- 中國同盟會會員李實謀在四川江油起義，事泄，率眾退至劍州小燕山，旬日之間，發展至千人以上，鐵良調巡防營圍攻，李不幸犧牲[1]:41。
- 9月1日——清廷宣布仿行憲政，大權統於朝廷，庶政公諸輿論；命先將官制議定，詳慎厘定各項法律，廣興教育，清厘財政，整頓武備，普設巡警，以預備立憲基礎；「着內外臣工切實振興，力求成效，俟數年後規模粗具，查看情形，參用各國成法，妥議立憲實行期限，再行宣布天下，視進步之遲速，定期限之遠近」[1]:38。日本外務省照會各國，稱自是日起將中國大連港開放為各國通商自由港[1]:38。
- 9月2日——巡警部得東京密探電，云孫文偕一日女赴京勾結杭辛齋（慎修），警官史太龍是日率兵警至中華報社，捕去自日本歸來之藤堂調梅（即中國同盟會會員任天知）及其日本妻子，報主彭翼仲（詒孫）、杭慎修保釋未成，次日刊出《巡警部捕拿孫文始末記》一文予以披露[1]:38。端方調補兩江總督兼南洋大臣，周馥補授閩浙總督[1]:39。
- 9月4日——官制編纂大臣於頤和園開第一次會議，9月6日官制編制館成立；清廷以岑春蓂補湖南巡撫，龐鴻書補貴州巡撫[1]:39。
- 9月6日——戶部造幣廠定議鑄造重一兩、五錢、一錢之銀幣；出使俄國大臣胡惟德奏，擬請頒行地方自治制度[1]:39。
- 9月10日——直隸試辦地方自治，天津官紳設自治局[1]:39。
- 9月11日——黃興自新加坡與孫中山籌商方略後，取道香港、上海，是日返抵東京；岑春煊調雲貴總督，周馥調兩廣總督，丁振鐸調閩浙總督[1]:39。
- 9月18日——編纂官制大臣載澤等奏報厘定官制宗旨五條，參仿君主立憲國官制，先就行政、司法各官依次厘定[1]:40。
- 9月19日——江蘇創辦憲兵[1]:40。
- 9月21日——奏天鐵嶺、法庫門、通江三處，宣布開作商埠[1]:40。
- 9月23日——中國留日女學生會在東京成立[1]:40。
- 9月25日——宋教仁訪晤黃興，告以東北吉林邊境韓登舉事，黃興亦告南行經過[1]:40。
- 9月26日——孫中山自西貢致函蘇忠漢，請喚起爪哇華僑愛國意識，促其與吾黨合作，共圖救國義舉[1]:40。
- 9月28日——御史蔡金台奏，改革官制宜限制閣部、督撫、州縣權限[1]:41。
- 9月29日——外務部與日公使林權助會議交還營口，日使允按約實行，10月25日營口歸還中國[1]:41。

### 10月
- 湖南省城長沙警察局查獲《革命軍告白》、《革命軍洪示》，後者有「軍興革命，挽回在天；復我漢祚，勢所必然」語[1]:45。
- 10月2日——新授雲貴總督、署兩廣總督岑春煊致電外務部請代奏，孫文在南洋一帶售賣軍務債票，有意煽亂，請飭屬嚴為拿辦，並請電飭出使英、荷各國大臣照會各該國外部，設法禁止解散[1]:41。
- 10月3日——外務部奉清廷諭旨，着岑春煊及各省督撫查緝孫文之活動，並電出使英、荷兩國大臣汪大燮、陸徵祥切實商請兩國外部，對孫文之活動設法禁止解散[1]:42。
- 10月4日——御史杜本崇奏稱官制不可全事更張，中稱厘定官制大臣十數人，「惟有權力者主持其間，餘則隨同畫諾」[1]:42。
- 10月5日——學部新定章程，凡外人呈請在內地開辦學堂者，概不允許立案[1]:42。
- 10月7日——清軍在萍鄉、瀏陽、醴陵交界之麻石搜捕會黨，會黨首領李金奇投醴陸白兔潭死難；御史王步瀛奏稱，設內閣總理不若現設軍機三五臣工參酌辦理之為得[1]:42。
- 10月8日——御史趙炳麟奏，民智未開，下議院未能成立，大權授諸二三大臣之手，將成大臣專制政體[1]:42。
- 10月9日——孫中山自西貢抵日本，船泊吳淞口時，因清政府防範甚嚴，不得登岸，分召蔡元培、高旭、陳其美、秋瑾、寧調元等上船會見；御史張瑞蔭奏，軍機處關係君權，不可裁撤；內閣學士文海奏，欲去軍機大臣，設大總理，是欲學從前之日本權在大將軍，請即行裁撤厘定官制館，並請飭袁世凱速回本任[1]:42-43。
- 10月11日——御史石長信奏稱，內閣官制設總理大臣一人，迹近專制，擬清軍機處仍舊[1]:43。
- 10月12日——孫中山在寓所接待日革命評論社同人，10月17日收到宮崎寅藏送來之《革命評論》；吏部主事胡思敬陳言，議立總理大臣統一樞務，無論用親藩，用滿漢大臣，皆可恣睢弄權，啟奸人窺伺之漸；御史趙炳麟奏，新編官制，權歸內閣，流弊太多，下無政黨，上下議院不克成立，不能仿行責任政府[1]:43。
- 10月16日——孫中山致函中國同盟會新加坡分會副會長張永福，促其在新加坡速印《革命軍》，並鼓吹革命[1]:43。
- 10月18日——湖南籍中國同盟會員陳家鼎、寧調元、傅熊湘在上海編輯《洞庭波》雜誌，寄東京印行，僅出一期，被官府查禁；岑春煊電奏，孫文派黨人向河內法商訂購軍火，並派鄧子瑜回香港潛謀起事，請飭下外部照會英、法公使分致港督、越督設法禁阻[1]:43-44。
- 10月20日——宮崎寅藏以「火海」為筆名在《革命評論》第四號發表《孫逸仙》一文，介紹孫中山的履歷、主義、思想、精神，評稱：「孫逸仙是要把中國變成自由共和的新天地……具有非為其戰鬥到底不可的命運和自覺降生此世的戰鬥的人物。……孫逸仙是中國稀有的人物……實在具有大本領的世界的大人物」[1]:44。
- 10月21日——孫中山在民報社晤見來訪之宮崎寅藏、和田三郎（日语：和田三郎）、池亨吉（日语：池亨吉），10月27日又與平山周、伊藤京重（日语：伊藤京重）至革命評論社；醴陵會黨首領李金奇副手張折卿被捕，11月5日被害[1]:44。
- 10月22日——新建陸軍在河南彰德舉行秋操大典，袁世凱、鐵良為總校閱官，10月25日舉行閱兵儀式[1]:44。
- 10月23日——出使各國考察政治大臣戴鴻慈、端方進呈《歐美政治要義》一書，為清廷預備立憲參考[1]:44。
- 10月26日——中意商約在上海開議，意力索上海至紹興航權，並開無錫、安慶為商埠，清議約大臣力拒之[1]:44。
- 10月27日——廣東香山縣申明亭鄉農民千餘人湧入自治公所，反對開辦地方自治；清廷從法部尚書戴鴻慈等奏，通飭各省興辦圖書館、博物院、動物園、公園[1]:44。
- 10月28日——江蘇巡撫陳夔龍密函瑞澂，告以孫中山「在各省沿江一帶勾結會匪私運軍械，意圖起事」，令飭屬認真防範，次日瑞澂知照駐上海防營嚴密查拿；《競業旬報》在上海創刊，為競業學會刊物，初由傅熊湘主編，1908年4月第十一期起由胡洪騂、張丹斧主編，注重思想道德風俗之除舊布新，間亦有民族民權主義宣傳和諷刺立憲派[1]:44-45。
- 10月30日——戶部咨外務部，請照會俄公使轉飭，迅將璦琿屬地全數交還[1]:45。
- 10月31日——達賴喇嘛自庫倫抵達青海西寧塔兒寺，達賴於1904年英軍進攻西藏時出亡蒙古，事平後啟程回藏[1]:45。

### 11月
- 11月2日——奕劻、孫家鼐、瞿鴻禨奏呈厘定之各部官制通則清單、閣部院官制節略清單，確定立法、行政、司法三權分立，設內閣總理大臣；大學士孫家鼐奏稱，改定官制當從州縣起，地方自治為憲法初基，將欲責放於台司，莫若試行於州縣；御史史履晉奏，改革官制宜先州縣，後京師，先立議院，後立內閣[1]:45。
- 11月3日——肅親王善耆奏陳經營蒙古策，分屯墾、礦產、馬政、鐵路、學校、銀行等八事，主開放蒙古荒地以實邊[1]:45。
- 11月6日——清廷下詔厘定官制，命「內閣、軍機處一切規則着照舊行」，否決設總理大臣統率責任內閣原議，其餘外、吏、學、禮各部照舊，新設郵傳部，巡警、戶、兵、刑各部分別改為民政、度支、陸軍、法部，大理寺改為大理院，工部併入商部，改為農工商部，理藩院改為理藩部，增設資政院、審計院，各部（除外務部）堂官均改設尚書一員，侍郎二員，不分滿漢；清廷諭令陸續編訂各直省官制，妥議州縣官制及辦理地方自治事宜；清廷命慶親王奕劻、外務部尚書瞿鴻禨均仍為軍機大臣，大學士世續補授軍機大臣，吏部尚書鹿傳霖、學部尚書榮慶、巡警部尚書徐世昌、戶部尚書鐵良開去軍機，專管部務[1]:46。
- 11月7日——清廷新授鹿傳霖為吏部尚書，溥頲為度支部尚書（未到任前着鐵良兼署），溥良為禮部尚書，鐵良為陸軍部尚書，戴鴻慈為法部尚書，張百熙為郵傳部尚書，壽耆為理藩部尚書，陸寶忠為都察院都察御史，沈家本為大理院正卿，奎俊為總管內務府大臣，唐文治兼署農工商部尚書，毓朗暫署民政部尚書[1]:46。
- 11月8日——孫中山致函旅日俄國民粹派《民意》報主編魯賽爾，希望「由於您的善意號召」，全世界大公無私的人們將會逐漸理解中國問題，「占世界人口四分之一的國家的復興，將是全人類的福音」[1]:46。
- 11月9日——清廷諭改政務處為會議政務處；清廷論都察院糾察行政，責任綦重，應如何慎加遴選，着軍機大臣妥議具奏[1]:46。
- 11月10日——外務部復照日公使林權助，表示斷難承認日本設立南滿鐵道株式會社[1]:46-47。
- 11月15日——孫中山與俄國社會革命黨首領該魯學尼在東京會談，主張在中國實施立法、司法、行政、考選、糾察五權分立之共和政治；吉林長春府開作商埠[1]:47。
- 11月16日——潮汕鐵路通車，全長42公里，南洋客屬華僑張榕軒、張耀先兄弟投資興建，此係中國第一條華僑自建之鐵路[1]:47。
- 11月17日——清廷令廣州將軍壽蔭來京當差，調江寧將軍誠勳為廣州將軍，以正黃旗漢軍統領清銳為江寧將軍[1]:47。
- 11月22日——孫中山覆張永福、林義順函稱：「此間現擬設一大事務所在東京，為各省會員交通之地」，並談及籌款事[1]:48。
- 11月25日——東京留日學生會湖南分會會議自治章程，黃興主持會議，宋教仁等出席[1]:48。
- 11月26日——孫中山覆函魯賽爾，稱近期中國革命運動具有單純之政治性質，將為未來之經濟發展打下基礎；革命黨人秦力山在雲南干崖病逝；南滿鐵道株式會社在東京開成立大會，寺內正毅為委員長，次年4月1日開始營業；孫中山覆函魯賽爾，稱美國資本家不可能幫助中國擁有自己之工業威力而成為獨立之國家，如果我們要走這條道路，「那麼整個歐美資本主義世界就會高嚷着所謂工業的黃禍了」[1]:48。
- 11月27日——吏部奏准添設學治館[1]:48。
- 11月28日——黃興歸國赴廣東活動，孫中山、章太炎、宋教仁等在民報社為之餞行[1]:48。
- 11月30日——瀏陽捕獲洪江會坐探，供稱姜守旦等已約期劫獄起事[1]:49。

### 12月
- 中國同盟會會員譚人鳳、寧調元、胡瑛、孫毓筠等多人相率自日本回國，試圖響應萍瀏醴起義[1]:55。
- 12月2日——中國同盟會本部在東京舉行《民報》周年紀念大會，到6,000餘人，黃興主席，孫中山發表《三民主義與中國民族前途》演說，闡明三民主義及五權憲法之概要；譚人鳳在東京由黃興介紹加入中國同盟會[1]:49。
- 12月5日——中日雙方在營口簽訂《交收營口條款》，次日營口商埠地面由中國接收管理[1]:49-50。
- 12月15日——清廷設立印刷官報局於京師[1]:52。
- 12月16日——東南各省紳商在上海設立「預備立憲公會」，鄭孝胥為會長，張謇、湯壽潛為副會長，是為國內立憲派第一個團體[1]:52。
- 12月17日——黃興在東京晤宋教仁，宋問及湖南暴動事，黃告以「已派多人往各省經營」；清廷命瑞良為江西巡撫[1]:53。
- 12月18日——清廷以萍瀏醴起義軍大多趨瀏陽，諭仍着端方、張之洞、吳重憙、岑春蓂「嚴飭各軍，合力防剿」[1]:53。
- 12月19日——梁啟超在神戶須磨策劃組黨，夏曆本月初致書康有為，報告與楊度、蔣觀雲、徐佛蘇、熊希齡等聯絡外界籌組政黨事，擬以「尊崇皇室，擴張民權」，「要求善良之憲法，建設有責任之政府」為宗旨，載灃、載澤為正副總裁，袁世凱、端方、趙爾巽為贊助人，並請康退居幕後，是日再致書報告進展[1]:53。
- 12月20日——姜守旦、龔春台率殘部400人退至平江沙舖，為清軍追及，傷亡慘重，姜守旦、龔春台越嶺逃出，萍瀏醴會黨起義失敗[1]:53。
- 12月21日——黃興往民報社晤宋教仁，告以「將有廣東之行」，邀其「同往襄助」；湖南巡撫岑春蓂奏稱，有孫文會黨王勝隱伏長江一帶，已密飭嚴拿，並電知鄂、江兩督[1]:53。
- 12月30日——清廷以萍瀏醴會黨披猖，各省伏莽尚多，通諭各省督撫整飭吏治，興辦巡警，預遏亂萌；清廷升孔子為大祀[1]:54。